# Václav Daněk
Václav Daněk (ur. 22 grudnia 1960 w Ostrawie) – czeski piłkarz i trener.

## Kariera piłkarska
Václav Daněk rozpoczął karierę w barwach Baníka Ostrawa w 1979 roku. Następnie, w latach 1983–1985, grał w Dukli Praga, po czym ponownie wrócił do Banika, gdzie w sezonie 1986/87, strzelając 24 bramki, został królem strzelców. W roku 1989 przeniósł się do austriackiej drużyny FC Swarovski Tirol, w barwach której, w sezonie 1990/91, strzeliwszy 29 bramek, ponownie został królem strzelców. Po tym sukcesie kolejny sezon spędził w Le Havre AC. Po francuskim epizodzie powrócił do Austrii zostając zawodnikiem Tirolu Innsbruck i w sezonie 1992/1993 po raz drugi został królem strzelców ligi austriackiej. W tymże klubie Václav Daněk zakończył karierę piłkarską w roku 1985.
W latach 1982–1991 grał w reprezentacji Czechosłowacji, rozgrywając 22 spotkania i strzelając 9 goli

## Kariera trenerska
Karierę trenerską w sezonie 1998/99 jako asystent trenera w klubie FC Karviná. W kolejnym sezonie pełnił tę funkcję już w swoim macierzystym klubie Baniku Ostrawa. W klubie tym zresztą pracował jeszcze kolejne trzy sezony. W sezonie 2001/02 kierował drużyną juniorską Banika, a następnie, w latach 2001–2003, grającą w trzeciej lidze grużyną B. W sezonie 2003/04 w rundzie wiosennej trenował 1. FK Drnovice, aby w rundzie wiosennej poprowadzić rywala FC Vítkovice. Kolejny sezon spędził w Dukli Banská Bystrica, po czym ponownie powrócił do Vítkovic. W sezonie 2007/08 trenuje drugoligowy Fotbal Fulnek.